# Casa Solà (Riba-roja d'Ebre)
La Casa Solà és una obra de Riba-roja d'Ebre (Ribera d'Ebre) inclosa a l'Inventari del Patrimoni Arquitectònic de Catalunya.

## Descripció
Situat a la plaça d'Espanya, davant l'església parroquial. Edifici cantoner de tres crugies. Consta de planta baixa, dos pisos i golfes i té la coberta a una sola vessant que fa el desaiguat a la façana. Al centre del frontis s'hi obre el portal, d'arc de mig punt adovellat, amb la clau gravada amb motius semicirculars en forma de fletxa, dins els quals hi ha inscrita la data "1856". Els finestrals dels pisos es troben descentrats de l'eix del portal; són d'arc pla arrebossat i tenen sortida a un petit balcó. Les golfes s'obren amb sis pòrtics d'arc escarser arrebossat. La façana queda rematada al ràfec amb una imbricació ceràmica. L'acabat exterior és arrebossat i pintat.